# Kuwaniidae
Kuwaniidae (лат.) — семейство полужесткокрылых насекомых-кокцид. 4 рода.

## Распространение
Афротропика, Палеарктика, Неарктика, Ориентальная область.

## Описание
Мелкие червецы и щитовки овальной формы. Булавовидные щетинки расположены на дистальном конце голени. Лапки 1-члениковые, изогнутые. На брюшке от 4 до 7 пар дыхалец. 
Питаются соками кустарников и деревьев (на стволах, ветвях и под корой), главным образом рода дуб. Также отмечены на Pasania (семейство Буковые), Коммифора (Бурзеровые), Антидесма (Молочайные) и Zizyphus (Крушиновые).

## Систематика
4 рода. Ранее включались в состав семейства гигантские и карминоносные червецы (Margarodidae). В качестве отдельного семейства впервые упомянуто в 1974 году (Koteja, 1974).
В 2023 году род Neogreenia перенесён в состав семейства Qinococcidae Wu, 2022
- Jansenus Foldi, 1997 (или в Xylococcidae, или с 2023 в Qinococcidae)[7]
  - Jansenus burgeri Foldi, 1997[9]
- Kuwania Cockerell in Fernald, 1903
  - Kuwania bipora
  - Kuwania minuta Borchsenius, 1955
  - Kuwania oligostigma
  - Kuwania pasaniae
  - Kuwania quercus[10]
  - Kuwania raygilli
  - Kuwania rubra Goux, 1938
- Neogreenia MacGillivray, 1921 (или в Qinococcidae)[7]
  - Neogreenia lonicera Wu & Nan, 2012[3]
  - Neogreenia sophorica Wu, 2006[11]
  - Neogreenia zeylanica
  - Neogreenia zizyphi Tang, in Tang & Hao, 1995[12]
- Neosteingelia Morrison, 1927